# Roodkeelsialia
De roodkeelsialia of Canadese sialia (Sialia sialis) is een vogelsoort uit de familie van Turdidae (lijsters).

## Kenmerken
Het verenkleed is van onderen roestbruin met grijze vlekken en een roodachtige borst, terwijl de bovenzijde, inclusief de kop en de staart blauw is. De lichaamslengte bedraagt 14 tot 19 cm.

## Leefwijze
Deze vogel leeft van insecten en vruchten.

## Voortplanting
Het eenvoudige, komvormig nest is fijn gevoerd en wordt gebouwd in een boomholte of nestkast. Het legsel bestaat uit drie tot zeven lichtblauwe eieren.

## Verspreiding en leefgebied
Deze soort komt voor in de oostelijke helft van de Verenigde Staten, Mexico en kleinere plekken in Canada en Centraal-Amerika. Hij broedt in oostelijk Noord- en Centraal-Amerika en overwintert zuidelijk tot Nicaragua.

## Ondersoorten
De soort kent acht ondersoorten:
- S. s. sialis: zuidelijk en zuidoostelijk Canada, de oostelijk en centrale Verenigde Staten en noordoostelijk Mexico.
- S. s. grata: zuidelijk Florida.
- S. s. bermudensis: Bermuda.
- S. s. nidificans: het oostelijke deel van Centraal-Mexico.
- S. s. fulva: van de zuidwestelijke Verenigde Staten tot centraal Mexico.
- S. s. guatemalae: zuidoostelijk Mexico en Guatemala.
- S. s. meridionalis: El Salvador, Honduras en noordelijk Nicaragua.
- S. s. caribaea: oostelijk Honduras en noordoostelijk Nicaragua.